# IM금융그룹
iM금융그룹은 대한민국의 시중은행인 iM뱅크를 모태로 하는 금융지주회사이다.

## 연혁
- 2011.5 DGB금융지주 설립
- 2011.6 증권거래소 상장, 동시에 대구은행 상장폐지
- 2012.1 DGB캐피탈(구 메트로아시아캐피탈) 자회사 편입
- 2012.4 DGB데이터시스템 설립
- 2013.3 유페이먼트가 카드넷 흡수합병
- 2015.1 DGB생명보험(구 우리아비바생명보험) 자회사 편입
- 2015.9 유페이먼트에서 DGB유페이, 대구신용정보에서 DGB신용정보로 사명 변경
- 2016.10 DGB자산운용(구 LS자산운용) 자회사 편입
- 2018.4.30. 서울특별시 중구 다동 옛 대우조선해양 본사 건물 인수[1]
- 2018.10 하이투자증권 자회사 편입
- 2021.4 하이투자파트너스(구 수림창업투자) 자회사 편입
- 2021.8 뉴지스탁 자회사 편입
- 2021.8 DGB자산운용에서 하이자산운용으로 사명 변경
- 2024.6 대구은행의 시중은행 전환 인가 후 DGB에서 iM으로 계열사 변경
- 2025.3.26. DGB금융그룹에서 iM금융지주로 사명 변경[2]

## 같이 보기
- iM뱅크
- 대한민국의 금융기관 목록
- 대구광역시
- DGB대구은행파크